# Naoki Tanizaki
Naoki Tanizaki (谷嵜直樹 Tanizaki Naoki?) (1 de diciembre de 1978) es un luchador profesional japonés, conocido por sus apariciones en Dragon Gate,  que actualmente trabaja como freelancer.

## Carrera

### Toryumon (2002-2004)
Tanizaki debutó en Toryumon Japan el 7 de diciembre de 2002, haciendo equipo con Kenichi Sakai para enfrentarse sin éxito a Manabu Murakami & Takeshi Yamamoto. Poco después Naoki fue transferido a Toryumon X, donde desarrolló un gimmick de surfista directamente basado en el de Genki Horiguchi, lo que causó un combate entre ellos en el que Genki salió victorioso. Sin embargo, durante la lucha Tanizaki se ganó el respeto de Horiguchi y este lo llevó consigo a Toryumon Japan para convertirlo en su segundo dentro la facción Do FIXER.

### Dragon Gate (2004-2006)
Poco después del cierre de Toryumon Japan debido a la partida de Último Dragón, quien se llevó el nombre de Toryumon con él, el resto de los luchadores iniciaron la empresa Dragon Gate. Entre tanto, la historia de Tanizaki continuaba. El líder de Do FIXER, Magnum TOKYO, no vio con buenos ojos a Naoki y le sometió a múltiples humillaciones para hacerle desistir de entrar en el grupo, haciéndole luchar en una serie de combates claramente en su contra -en los que el mismo TOKYO colaboraba para que perdiese- y ordenándole cambiar su gimmick por uno basado en la serie Water Boys. Aunque Tanizaki se mantuvo firme, se le denegó fulminantemente la entrada a Do FIXER. Naoki entonces se alió con Iron Perms (Don Fujii & Second Doi), pero no tuvo mucho éxito entre ellos y fue atacado por Fujii y Doi tras perder un combate por el Open the Triangle Gate Championship. Cuando la paliza hubo acabado, Magnum TOKYO se aproximó al maltrecho Tanizaki y proclamó que había sido por fin admitido en su banda.

### Circuito independiente (2006-2008)
Tanizaki se incorporó rápidamente al roster de El Dorado Wrestling, aunque siguió siendo luchador independiente. Sin embargo, cayó lesionado tras su segundo combate con la empresa. A su regreso, se unió a Shuji Kondo. Parte de su trabajo como autónomo consistió en incursiones en Pro Wrestling ZERO1-MAX, Big Japan Pro Wrestling y Kaientai Dojo. En este último, se unió al Stable heel Omega. En 2008, renunció a El Dorado.

### Volver a Dragon Gate (2008–2017)
anizaki una vez más firmó con Dragon Gate seis días después de anunciar que se estaba volviendo independiente nuevamente, como resultado de ser sacrificado a los recién llegados Magnitud Kishiwada al igual que en 2005. Firmó un contrato abierto, en el que compite en todos los espectáculos de Dragon Gate, pero también es libre de competir en otros lugares. Tozawa-juku le ofreció la membresía en su establo, pero terminó uniéndose Doi Naruki, Yoshino Masato, Hulk BxB y m.c.KZ en la nueva facción de Doi y Yoshino MUNDO-1.
El 21 de diciembre, luchó Cyber Kong en un partido Mask vs. Hair, que inicialmente ganó después de la interferencia de Ciber Kongcito contraproducente. Peligro Real (El establo de Kong) salió a protestar por el resultado, pero Cyber Kong dijo que cumpliría con la estipulación de la máscara, excepto que sería la máscara de Kongcito, no la suya. Kongcito fue desenmascarado, golpeado y expulsado de Real Hazard. Cyber Kong luego exigió un reinicio, debido a la intrusión de Kongcito, y CIMA salió, nombró al árbitro especial y acordó dejar que el partido se reiniciara, ya que tanto Real Hazard como WORLD-1 se habían entrometido en el partido. Cyber Kong ganó, y Tanizaki perdió el pelo.
El 30 de agosto de 2009, ganó su primer título en su carrera cuando derrotó a KAGETORA en una final de torneo para ganar el vacante Abrir el Campeonato Brave Gate. Defendió con éxito el título seis veces antes de dejarlo caer K-en-s el 11 de enero de 2010.
El 13 de junio de 2010 comenzó a mostrar algunas tendencias de tacón durante su partido contra Super Shisa donde utilizó un golpe bajo para configurar su finalizador de implantes. Más tarde, durante el evento principal, casi le costó a su compañero de equipo World-1, Masato Yoshino, la oportunidad de convertirse en el contendiente número uno YAMATOes Abrir el título de Dream Gate golpeándolo erróneamente con el Borrachos Profundos signature Blue Box casi le cuesta el partido al líder de Deep Drunkers Sugawara Takuya. El 20 de junio de 2010 se asoció con Doi Naruki y PAC para derrotar al GUERREROS equipo de Horiguchi Genki, CIMA, Gamma para ganar el Abrir el Campeonato Triangle Gate por primera vez. Durante los momentos finales del partido, una vez más usó un golpe bajo como una configuración para su finalista Implant, burlándose aún más de un giro en el talón. Sin embargo, solo 4 días después fueron derrotados en una revancha y perdieron los títulos ante los ex campeones.
El 5 de agosto de 2010 interfirió en un partido enfrentando a sus compañeros del World-1 Naruki Doi y Masato Yoshino contra el equipo Warriors de CIMA y Gamma ayudándoles a obtener la victoria sin su consentimiento y expresó su enojo hacia ellos ya que nadie del World-1 estaba en su esquina para su partido oscuro. El 24 de agosto de 2010 accidentalmente le costó a su equipo la victoria contra Deep Drunkers después de que un ataque de Protein Powder falló PAC llevando a su pérdida, rápidamente se disculpó con sus socios después de que cuestionaron lo que estaba mal con él últimamente y les dijeron que todo estaba bien. El 29 de agosto de 2010 compitió en un torneo para coronar a un nuevo Open The Brave Gate Champion después de que Masato Yoshino dejara el título, pero cayera ante su rival de Deep Drunkers, Kzy, en la primera ronda. El 3 de septiembre de 2010, junto con Naruki Doi y BxB Hulk desafiaron por el Abrir el Campeonato Triangle Gate pero se quedó corto después de que fue atrapado después de Backslide From Heaven de Genki Horiguchi. El equipo luego discutió entre sí y acordó enfrentarse en un Three Way Match el 3 de octubre.
El 17 de septiembre de 2010 después de otra derrota, Tanizaki finalmente se rompió cuando él y su compañero BxB Hulk discutieron sobre la pérdida y fue detenido por Dr. Músculo quien luego atacó a BxB Hulk y le dio un implante, le ofreció un apretón de manos a Tanizaki y fue rechazado. Más tarde, en el evento principal, enfrentó a sus compañeros de equipo del Mundo 1 Masato Yoshino y Naruki Doi contra K-ness y Yokosuka Susumu para el Abrir el Campeonato Twin Gate atacó tanto a Yoshino como a Susumu dándoles a ambos hombres un Implante, pero luego colocó a Yokosuka sobre Yoshino, costándoles los títulos. Cimentó aún más su traición al World-1 uniéndose a The Deep Drunkers Stable completando así su giro en el talón. El 3 de octubre de 2010 ganó el Three Way Match entre él, Hulk y Doi después de la interferencia de sus nuevos compañeros de equipo de Deep Drunkers, ya que eliminó a ambos hombres y llegó a burlarse de ellos diciendo que sus diamantes probablemente estaban hechos de vidrio, un golpe en el logotipo del World-1. El 13 de octubre de 2010, los Deep Drunkers se vieron obligados a separarse, después de perder un partido contra World–1 (BxB Hulk, Masato Yoshino y Naruki Doi), pero después del partido, Doi se volvió contra sus socios para formar un nuevo establo con Tanizaki Kanda Yasushi, Kzy y Takuya Sugawara. El 25 de octubre Tanizaki, Kanda y Sugawara derrotaron CIMA, Gamma y Genki Horiguchi ganará el Open the Triangle Gate Championship. Perderían el título ante CIMA, Niño Dragón y Ricochet el 26 de diciembre de 2010.  El 14 de enero de 2011, el Equipo Doi se alineó con el establo de los Warriors, que se volvió heel en el proceso. El 18 de enero se nombró el nuevo grupo Guerreros de Sangre. El 17 de julio, Tanizaki atacó a Open the Brave Gate Champion y miembro del grupo rival Unión Tres, PAC, y robó su cinturón de campeonato. Tanizaki luego anunció que, dado que PAC se dirigía a Inglaterra para el próximo mes, defendería el campeonato en su lugar. Blood Warriors nombró el título "Blood Warriors Authorized Open the Brave Gate Championship" con Tanizaki defendiéndolo en partidos, donde solo necesitaba anotar dos conteos para ganarlos.  El 2 de septiembre, Tanizaki, Kzy y Naruki Doi derrotaron a Gamma, Masato Yoshino y YAMATO para ganar el Open the Triangle Gate Championship. El 16 de septiembre, el PAC que regresaba derrotó a Tanizaki para recuperar la posesión del Open the Brave Gate Championship. El 8 de enero de 2012, Tanizaki fue dejado de lado por una lesión en el hombro. La lesión también llevó a Dragon Gate a despojar a Blood Warriors de su Open the Triangle Gate Championship el 19 de enero.
Muy poco después de que Tanizaki resultó herido, su compañero de establo de los Guerreros de Sangre Tomahawk T.T. comenzó a trabajar como Naoki Tanisaki, adoptando su conjunto de movimientos, atuendo y usando tatuajes falsos idénticos. Blood Warriors afirmó que era el verdadero Naoki que regresaba temprano de la lesión, pero el ligero cambio en la ortografía del apellido se usó para indicar que Tanisaki era un impostor.
El 1 de marzo, el nuevo líder de Blood Warriors, Tozawa Akira, cambió el nombre del establo a Mad Blankey.  Tanizaki regresó el 30 de junio, salvando a CIMA de Mad Blankey. Al día siguiente, se unió al Jimmyz estable. ¡El 23 de septiembre, Tanizaki perdió el derecho de usar su nombre, cuando él, Genki Horiguchi H.A.Gee.Mee!! y Ryo "Jimmy" Saito desafió sin éxito al trío Mad Blankey de Akira Tozawa, BxB Hulk y Naoki Tanisaki por el Open the Triangle Championship. Como resultado, Tanizaki perdió los derechos de su nombre. Intentó cambiarse el nombre a Naoki Jimmy, pero Tanisaki reclamó el derecho de elegir el nuevo nombre de Tanizaki. Diciendo que el llanto y el llanto de Tanizaki le recordaron el ruido "kyu kyu" que hace un delfín, renombró a Tanizaki como el Delfín Toyonaka del Sr. Kyu Kyu.
Dolphin continuó haciendo equipo con el Jimmyz. El 16 de diciembre de 2012, Dolphin ganó su primera pinfall sobre Tanisaki, después de Cyber Kong, un compañero estable de Tanisaki, interfirió en el partido, pero inadvertidamente le costó a Tanisaki el partido mientras trataba de ayudarlo. El 27 de enero de 2013, Dolphin derrotó a Naoki Tanisaki para recuperar el derecho de usar su nombre real, mientras que también ganó el derecho de cambiar el nombre de Tanisaki "Mr. Pii Pii Tomakomai Penguin". La rivalidad culminó el 11 de febrero, cuando el Jimmyz derrotó a Mad Blankey en una lucha por equipos de eliminación de cinco contra cinco, como resultado de lo cual Penguin fue exiliado de Dragon Gate. Después del partido, Tanizaki se dio la mano con Penguin y se ofreció a formar equipo con él en el futuro. Tanizaki también luchó contra Mad Blankey, cuando se volvieron contra Penguin. Tanizaki luego comenzó a trabajar como "Mr. Kyu Kyu Naoki Tanizaki Toyonaka Dolphin" y formó una asociación con Penguin, con los dos perdiendo ante Akira Tozawa y BxB Hulk en su primer partido juntos el 15 de febrero.
El 8 de octubre de 2015, Tanizaki traicionó al Jimmyz después de su partido con Jimmy K-ness J.K.S. y se unió VerserK, en el proceso que termina el truco del Mr. Kyu Kyu Toyonaka Dolphin y vuelve a su nombre real. El 26 de mayo de 2017, el perfil de Dragon Gate de Tanizaki se eliminó silenciosamente de la página de la lista de Dragon Gate, lo que indica su salida de la promoción.

### Dove Pro Wrestling (2016–presente)
En 2016, Tanizaki comenzó a competir más en el circuito independiente japonés que en Dragon Gate, todavía estaba empleado en Dragon Gate, pero solo hizo apariciones esporádicas para la promoción y todavía formaba parte de la unidad VerserK. Ya que Tanizaki compitió principalmente por el trabajo Dove Pro Lucha libre, Pro Lucha Basara, Big Japan Pro Wrestling y Ola de Lucha Pro. Tanizaki en mayo dejó Dragon Gate, compitiendo ahora a tiempo completo en el circuito independiente japonés y adoptó un truco de borracho antes de que los partidos Tanizaki bebiera licor también en Dove Pro, Tanizaki comenzó a asociarse con su compañero de clase Toryumon "hermano" YASSHI.
El 25 de noviembre del 2017 se anunció que Tanizaki había firmado con Dove Pro. Al día siguiente, Tanizaki desafió sin éxito a HAYADA para el Dove Pro Heavyweight Championship. El 1 de abril de 2018 Tanizaki derrotó "hermano" YASSHI en la final de un torneo para ganar el vacante Dove Pro Heavyweight Championship. Luego aparecería en Pro Wrestling Basara desafiando Kodaka Isami en un partido para el Campeonato Unión MAX y por su Dove Pro Heavyweight Championship, que ganó el 3 de mayo del 2018. El 21 de septiembre del mismo año Tanizaki perdió el título de Nakatsu Ryota.

### Puntos Fuertes
Los espectadores del deporte, reconocen que Naoki Tanizake tiene los que podrían ser, los mejores golpes a la rodilla que se hayan visto nunca. Sus golpes tienen una fuerza y una precisión enormes, demostrando su pericia y entrenamiento.

## Facciones
- Haz FIXER (2004–2006) [17]
- Generación de Sangre (2006) [17]
- Muscle Outlaw'z (2006) [17]
- SUKIYAKI (El Dorado) (2007–2008) [17]
- MUNDO-1 (2008–2010) [17]
- Borrachos Profundos (2010) [17]
- Guerreros de Sangre (2011–2012) [17]
- Jimmyz (2012–2015) [17]
- VerserK (2015–2017) [17]

## En lucha
- Movimientos finales
  - Casanova[1][2] (Running knee strike a la cara de un oponente sentado)
  - Implant[1][2] (Cradle sitout back to belly piledriver)
  - Beach Break[18] (Sitout back to belly piledriver) - 2002-2004; adoptado de Genki Horiguchi

- Movimientos de firma
  - Biting Dog[1][2] (Arm trap guillotine choke)
  - D.H. - Dashing Hizageri[1][2] (Running jumping knee strike a la cara del oponente)
  - F.H. - Flying Hizageri[1][2] (Shining wizard a un oponente arrinconado)
  - Surfing Clutch[19] (Cross-legged reverse prawn pin)
  - Arm twist ropewalk arm drag con burlas
  - Belly to back suplex
  - Cross–legged fisherman brainbuster
  - Diving knee strike a la cara del oponente
  - Electric chair headscissors arm drag
  - Elevated surfboard[2]
  - Hammer kick[1]
  - Overdrive[18]
  - Roundhouse kick a la cara del oponente[1]
  - Springboard one-handed bulldog

- Apodos
  - "Toritsukaichuui!"[1]
  - "Handle with Care!" Naoki Tanizaki[1]

## Campeonatos y logros
- Dragon Gate
  - Dragon Gate Open the Brave Gate Championship (1 vez)
  - Dragon Gate Open the Triangle Gate Championship (3 veces) - con Naruki Doi & PAC (1), Yasushi Kanda & Takuya Sugawara (1) y Naruki Doi & Kzy (1)